# Niezwykłe przygody małej pandy
Niezwykłe przygody małej pandy (ang. The Amazing Panda Adventure) – amerykański film przygodowy z 1995 roku w reżyserii Christophera Caina. Wyprodukowany przez wytwórnię Warner Bros.
Premiera filmu miała miejsce 25 sierpnia 1995 roku w Stanach Zjednoczonych.

## Opis fabuły
Akcja filmu rozgrywa się w Chinach. Przyrodnik specjalizujący się w ochronie ginących gatunków zwierząt zabiera swojego dziesięcioletniego syna Ryana (Ryan Slater) na wyprawę w góry. Podczas wycieczki znajdują uwięzioną we wnykach pandę. Kiedy chcą ją uwolnić, zostają zaatakowani przez kłusowników. Nie zamierzają się poddać.

## Obsada
Źródło: Internet Movie Database
- Stephen Lang jako Michael Tyler
- Ryan Slater jako Ryan Tyler
- Yi Ding jako Ling
- Wang Fei jako Chu
- Zhou Jian Zhong jako Po
- Yao Er Ga jako Shong
- Cheu Gang jako Chang
- He Yu jako Lei
- Isabella Hofmann jako Beth (wymieniona jako Isabella Hoffman)
- Brian Wagner jako Johnny

i inni

## Miejsca akcji
- Jiuzhaigou, Chiny
- Chengdu, Chiny
- Vancouver, Kanada